# Le Chevalier aux deux épées
Le Chevalier aux deux épées, aussi appelé Mériadeuc, est un roman français du premier tiers du XIIIe siècle écrit par un auteur anonyme et faisant partie de la légende arthurienne. Il met en scène les aventures du chevalier Gauvain, neveu du roi Arthur, et d'un jeune chevalier inconnu qui chevauche avec deux épées et qui se révèlera plus tard être Mériadeuc, l’ancien écuyer de Gauvain.
Le texte nous est connu par un manuscrit unique conservé à la Bibliothèque nationale de France. Il a fait l'objet d'au moins quatre publications depuis 1877.

## Texte

### Manuscrit
- Du chevalier as deus espees, BnF, Paris, Département des Manuscrits, Français, cote 12603, fo 1ra-71rb[2]. Le manuscrit, certainement recopié en Picardie à la fin du XIIIe siècle ou au début du XIVe siècle, comporte 26 histoires différentes. Le texte Du chevalier as deus espees est placé au début du manuscrit, juste avant une transcription d'Yvain ou le Chevalier au lion de Chrétien de Troyes (fo 72ra-110rb)[3].

### Composition
Le texte est un roman en 12 360 vers en octosyllabes à rimes plates. Selon les historiens, il est écrit entre 1210 et 1240, soit après le Perlesvaus et La Vengeance Raguidel, auxquels il fait allusion, et avant La Suite du Roman de Merlin en prose.

## Histoire

### Résumé[5]
Lore, la Dame de Caradigan, récupère dans la Chapelle Abandonnée une épée sur le corps du chevalier Bléhéris qui y est enterré, en plus des entraves que le roi Ris d’Outre-Tombe espérait de mettre au roi Arthur après l’avoir vaincu. Elle se rend à la cour d’Arthur, où aucun des chevaliers présents ne parvient à déceindre l’épée, à l’exception de Mériadeuc, qui ignore son propre nom. Keu le surnomme alors « le Chevalier aux Deux Epées ».
Plus tard, Brian des Iles attaque en traître le chevalier Gauvain afin d’obtenir les faveurs de la reine des Iles. Remis de ses blessures, Gauvain part à la recherche de son assaillant. Dans le même temps, à la demande de Lore, il part en quête du Chevalier aux deux épées. Il triomphe de Brian des Iles, rompant ainsi les fiançailles de celui-ci avec la reine.
De son côté, Mériadeuc bât le roi Ris d’Outre-Tombe et retrouve sa mère qui lui dévoile son identité : il est le fils du chevalier Bléhéris, tué par erreur par Gauvain. Puis Mériadeuc tue Brian de la Gâtine, délivre sa propre sœur, et vainc le chevalier Girflet.
Gauvain, quant à lui, tue Galien, le fils de Brian de la Gâtine, et reçoit le pardon de la mère de Mériadeuc. Ce dernier délivre ensuite Gaus de Nerval qui lui révèle alors son nom.
A la fin du récit, après d’autres aventures au cours desquelles les deux héros affrontent le Roux du Val Périlleux, Mériadeuc épouse Lore et est couronné roi de Caradigan, tandis que Gauvain s’unit avec la fille du châtelain du Port.

### Analyse
« Le Chevalier aux deux épées raconte les aventures de Gauvain et d'un jeune chevalier encore inconnu, surnommé « Chevalier aux deux épées », qui va à la rencontre des merveilles du royaume, à la conquête d'une femme et à la recherche de sa propre identité. Comme d’autres romans arthuriens en vers de la même époque, il revendique l'influence de Chrétien de Troyes ». Yvain ou le Chevalier au lion est d'ailleurs son modèle. Mais c'est pour mieux « en jouer et surprendre dans ses habitudes l'amateur de romans de chevalerie ».
Le nom « Mériadeuc » est peut-être inspiré de Conan Mériadec (Conanus Meriadiadocus en latin, Konan Meriadeg en breton, Cynan Meiriadog en gallois), colonisateur légendaire de l’Armorique mentionné par Geoffroy de Monmouth dans son Historia regum Britanniae.
« Le Chevalier aux deux épées » est également le surnom d'un autre héros la tradition arthurienne : le chevalier Balin. Un épisode analogue à celui de la Dame à l'épée ceinte est présent dans les aventures de celui-ci. On le retrouve notamment dans le Roman de Balain en prose, qui fait partie du cycle Post-Vulgate, daté approximativement de la même époque, sans que l'on sache vraiment s’il existe un quelconque rapport entre les deux romans. L'histoire de Balin est reprise au XVe siècle dans Le Morte d'Arthur de Thomas Malory.